# کلیسای جامع سنت ماری، شفیلد
کلیسای جامع سنت ماری (انگلیسی: Cathedral Church of St Marie) یک کلیسای جامع در شهر شفیلد، انگلستان است.
این کلیسا که در سال ۱۸۵۰ تأسیس شده دارای یک منار مخروطی است که ارتفاع آن از پایه ۶۰ متر می‌باشد.

## نگارخانه

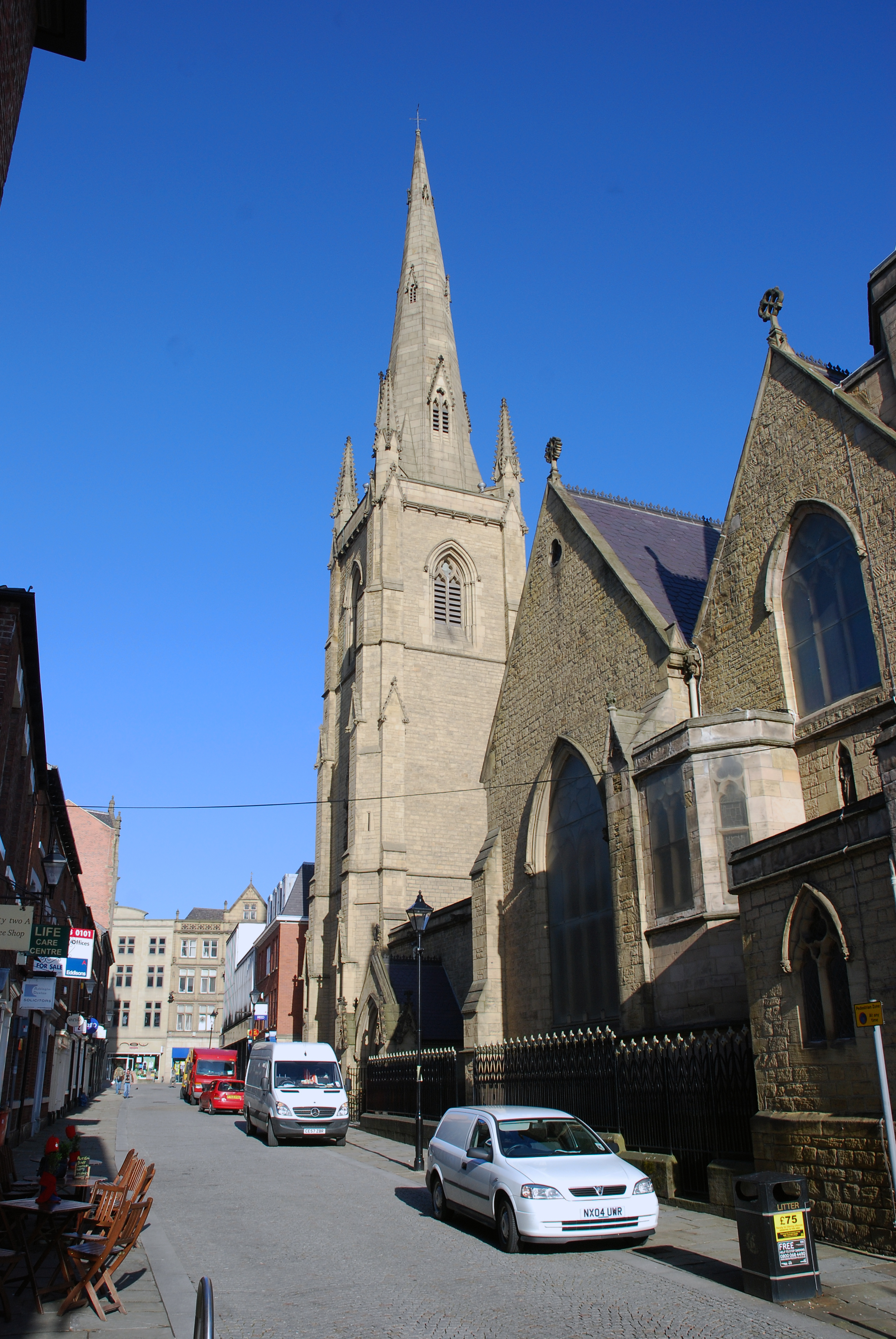
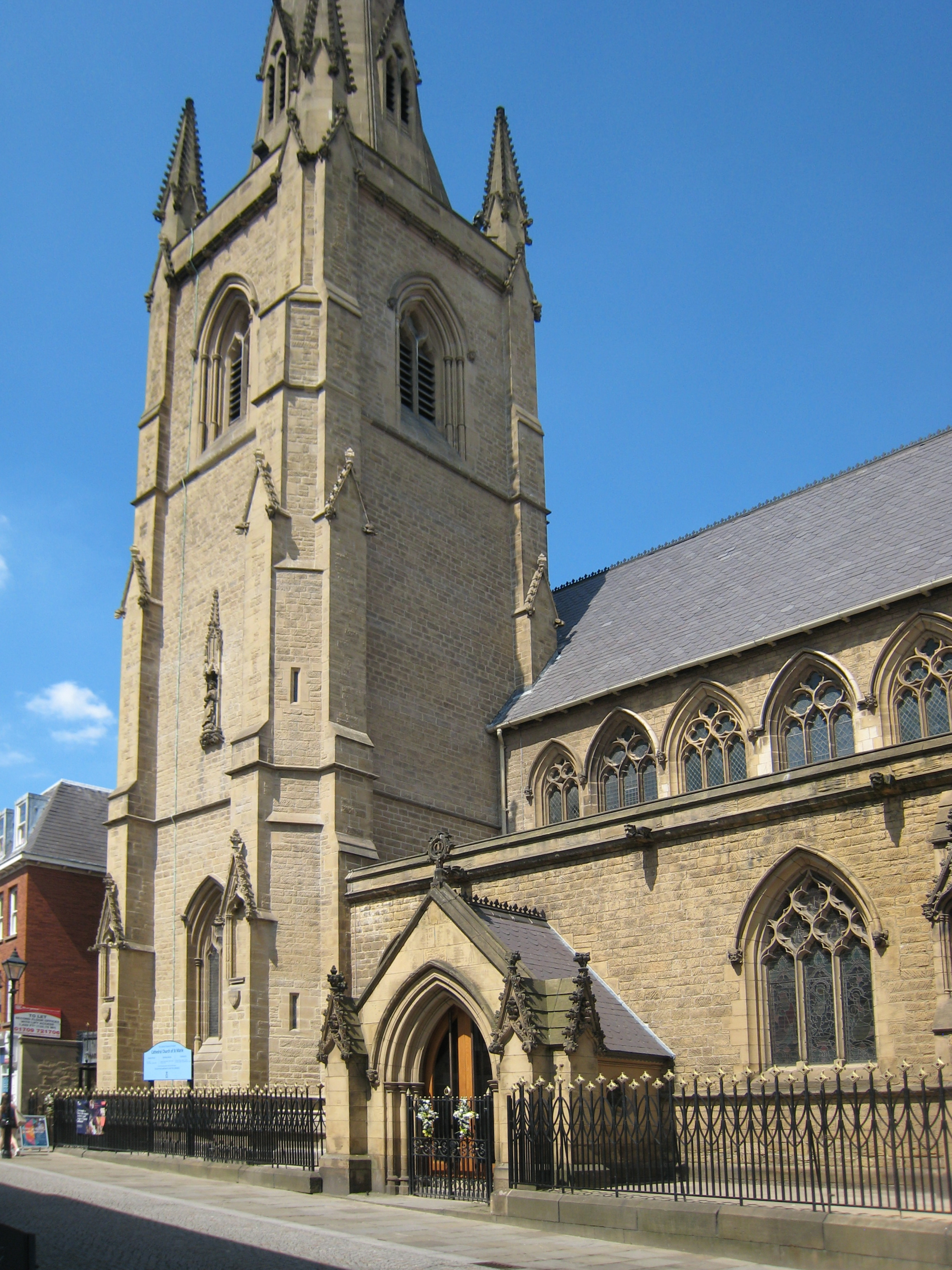
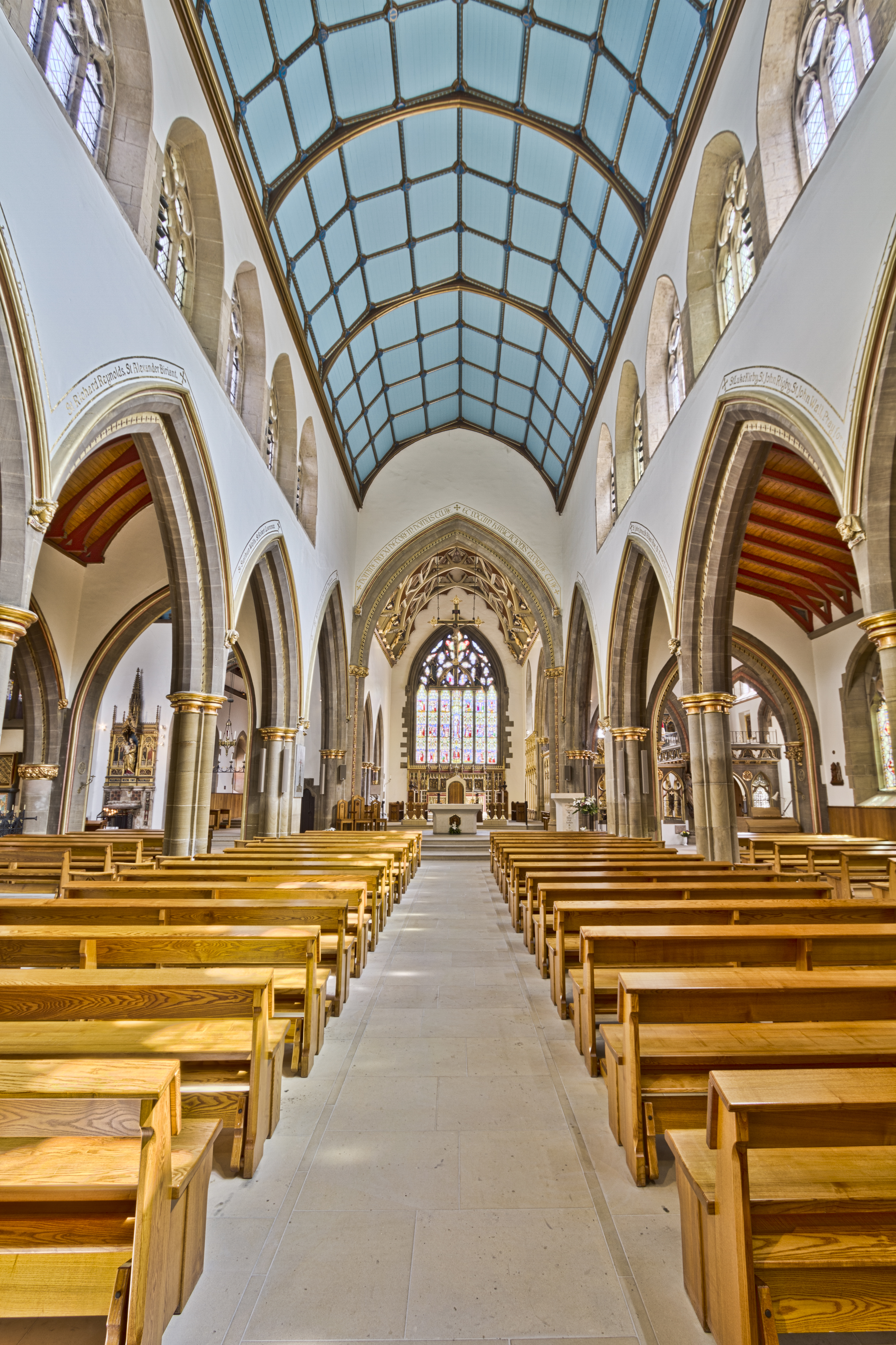
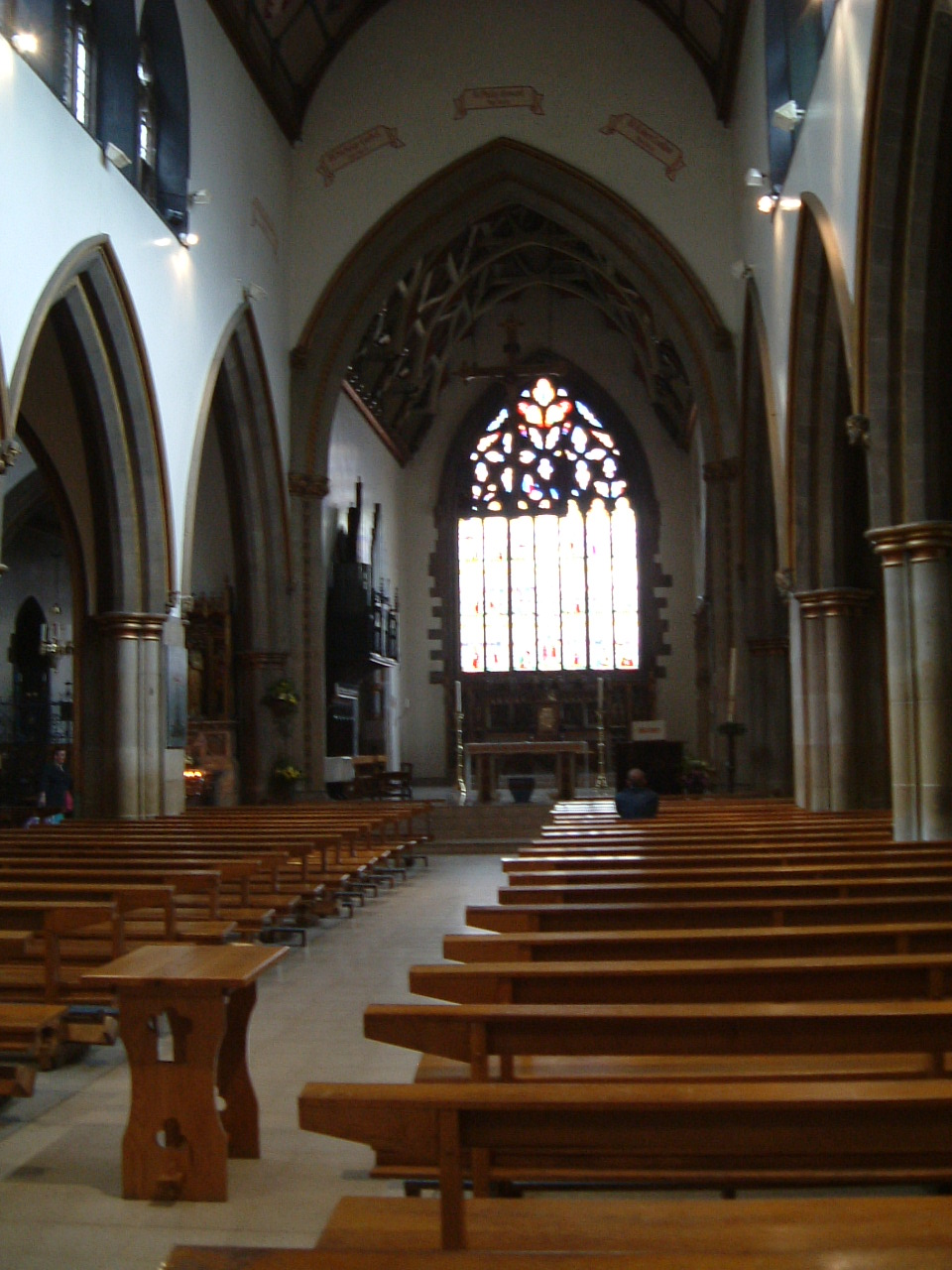
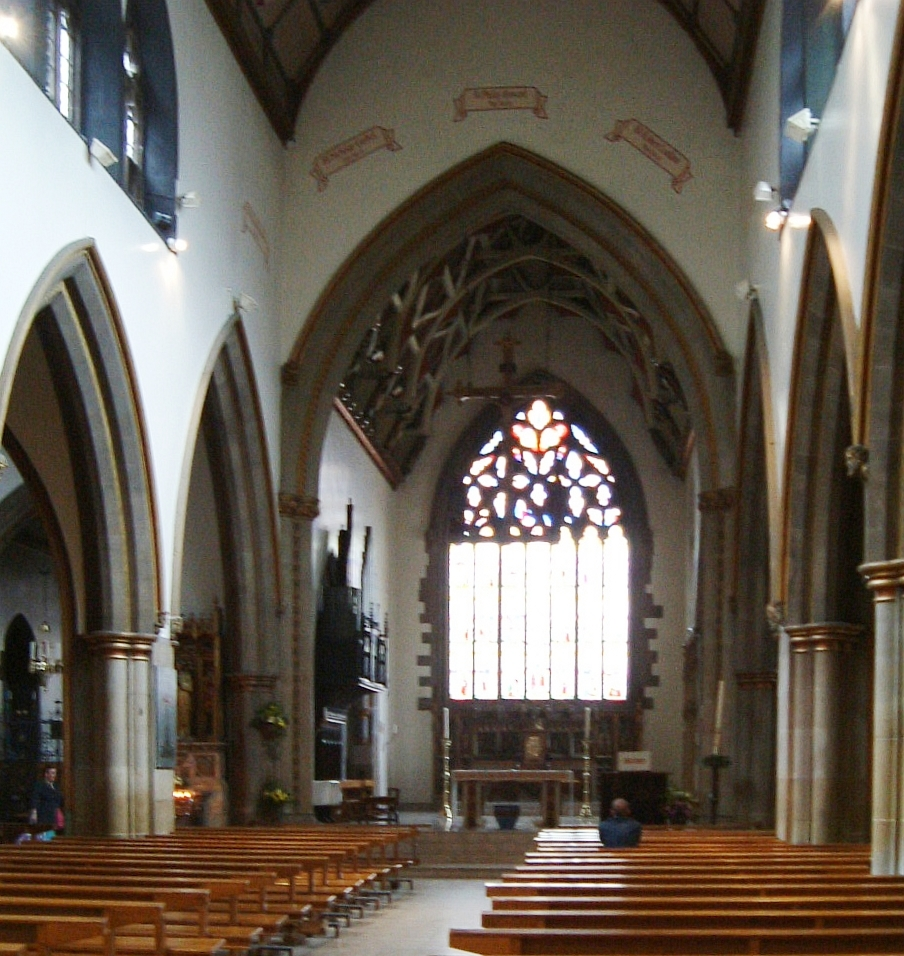